# SN 1993S
SN 1993S – supernowa typu II odkryta 26 maja 1993 roku w galaktyce A225218-4018. W momencie odkrycia miała maksymalną jasność 17,50m.